# 中央区 (大阪市)

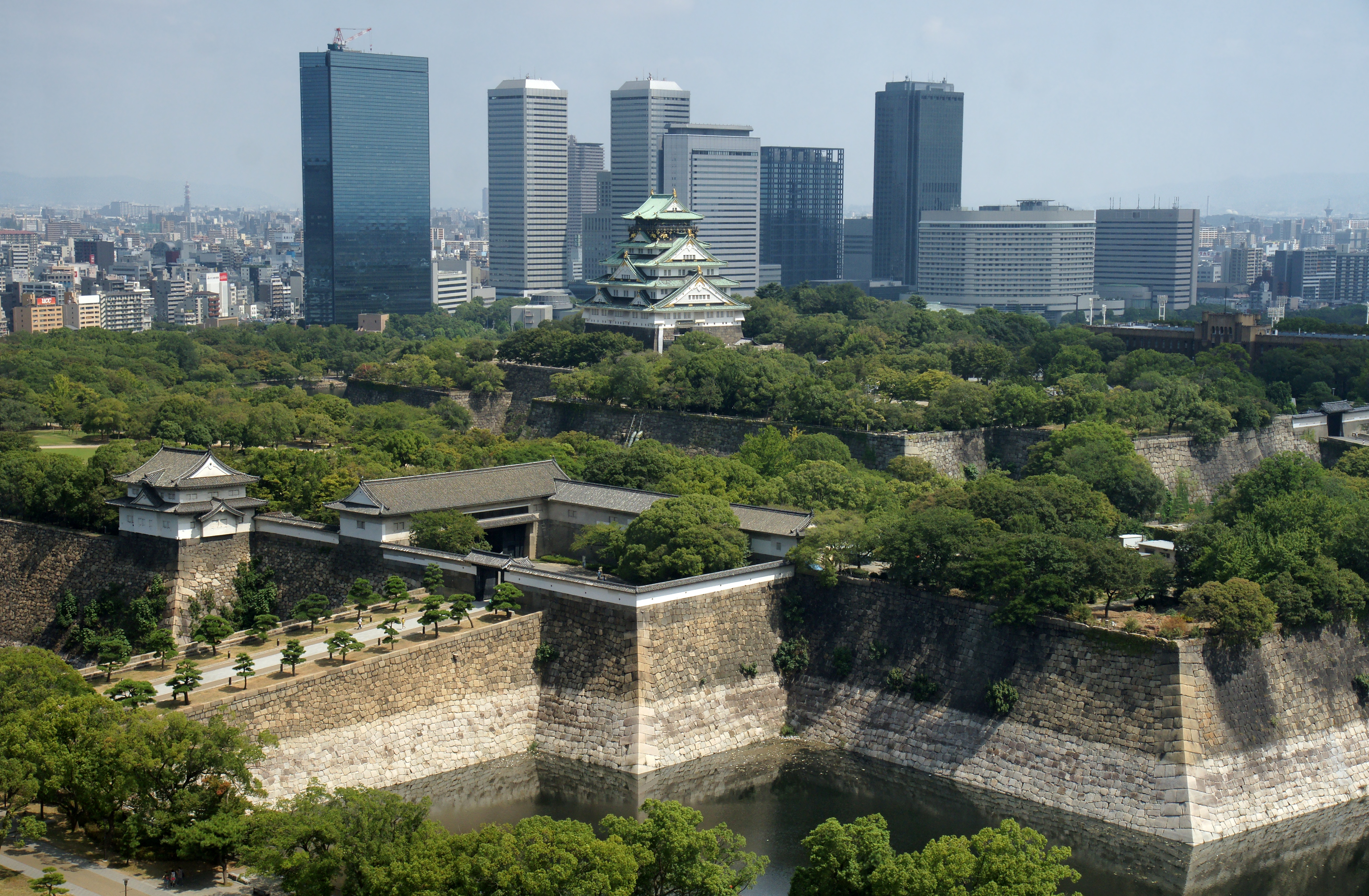
大阪城と大阪ビジネスパーク（OBP）
（谷町四丁目より北東を望む)

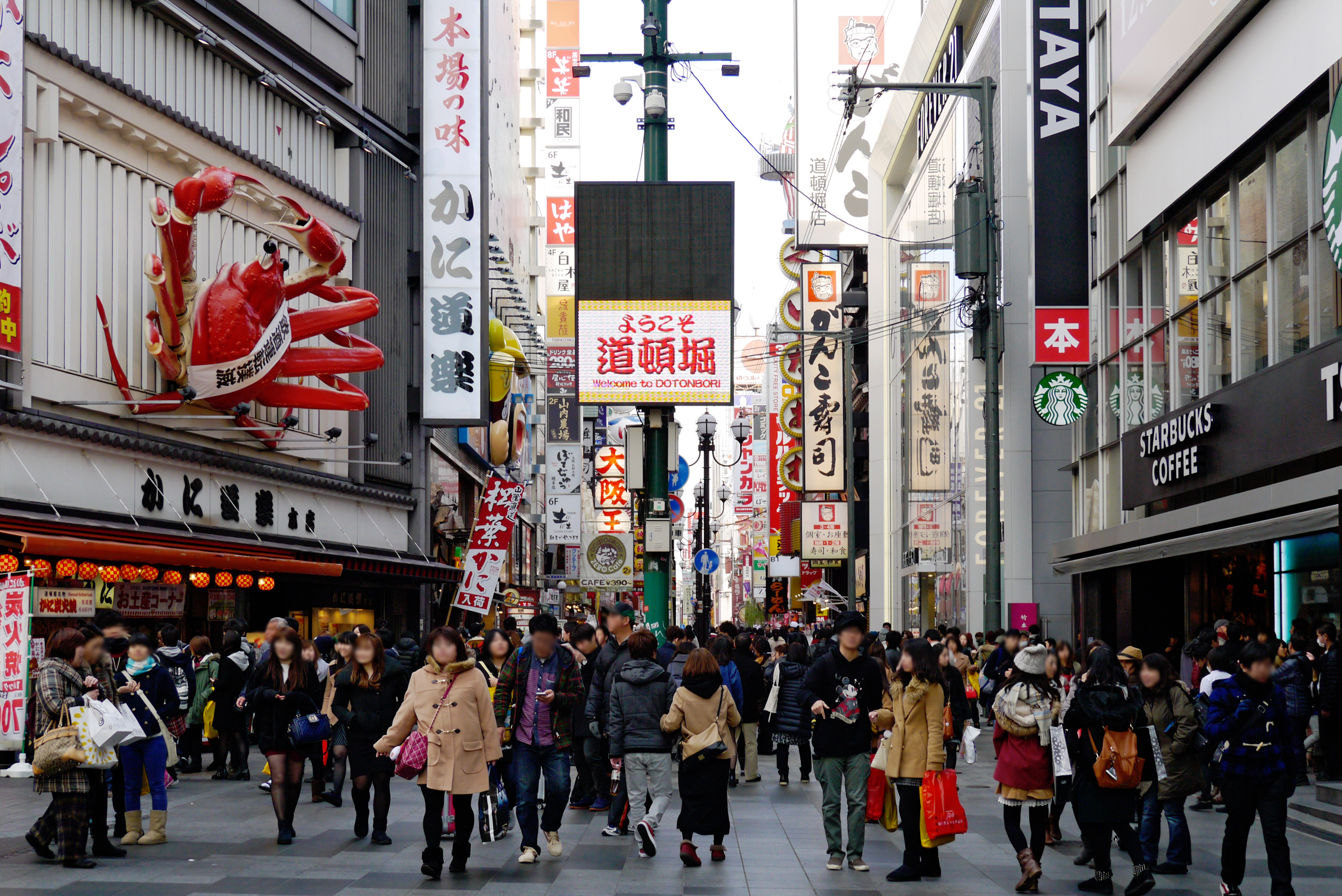
ミナミの繁華街道頓堀
（御堂筋側より道頓堀商店街を望む）

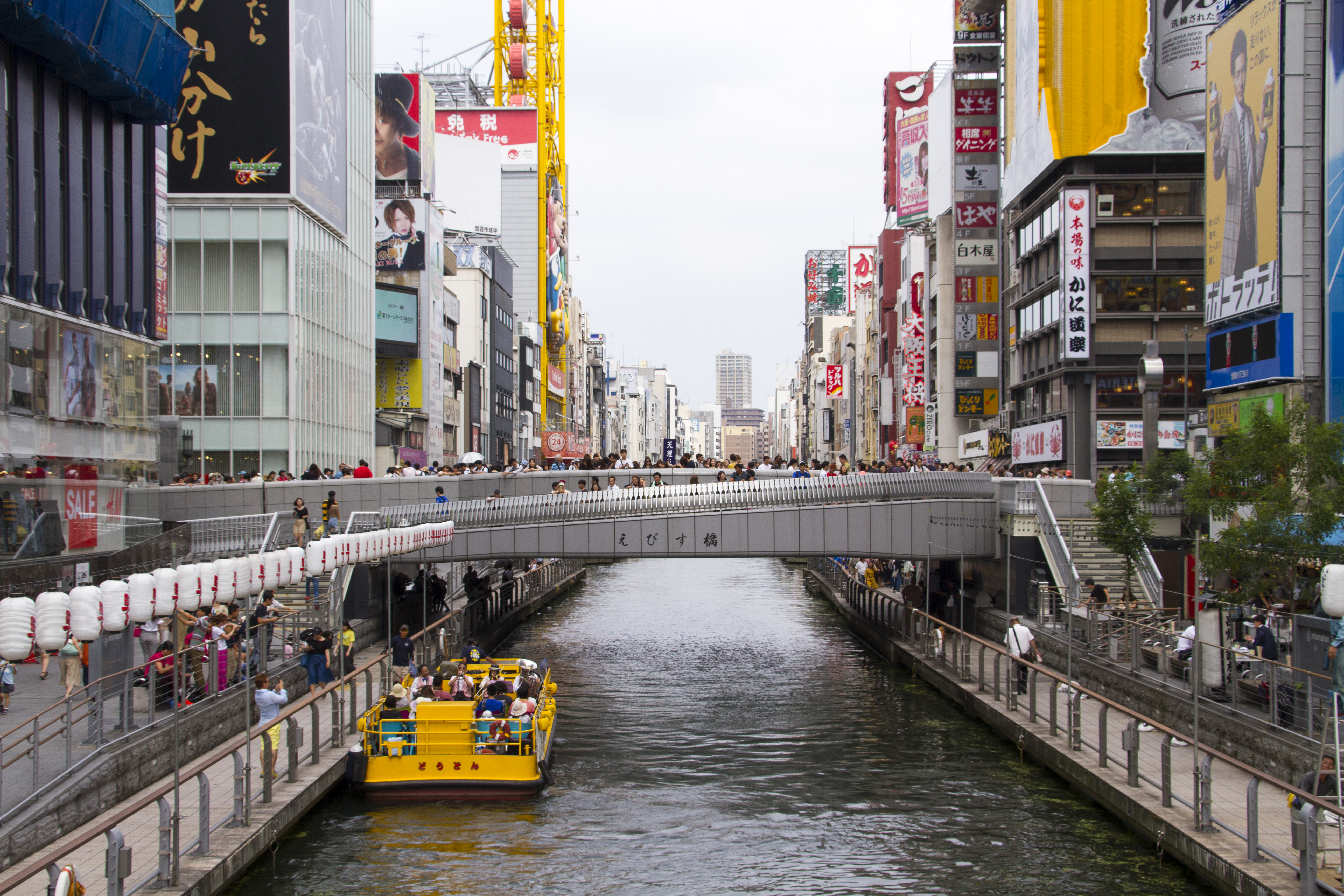
道頓堀川
（道頓堀川と戎橋）

中央区（ちゅうおうく）は、大阪市を構成する24行政区のうちの一つ。大阪府庁（大阪府庁舎）所在地である。
梅田や中之島などを擁する北区とともに、本町 、北浜などの大阪市および大阪都市圏の中心業務地区（CBD）を含む。大阪都心6区の一角を占める。昼夜間人口比率は516.6と大阪市の行政区の中で最も高く、東京都千代田区（1,753.7）、福島県双葉郡大熊町（688.0）に次いで日本国内で3番目に高い。また、これは西日本では最も高い値である。

## 概要
郡区町村編制法施行以来110年間続いた東区と南区の合区により、1989年2月13日に発足した。発足後も、中央区内にはかつての区名である「東」「南」を冠した税務署・警察署・普通郵便局が存在する。隣り合う西区が日本最古の行政区に対して、中央区は大阪市の行政区で最も歴史が浅い区の一つである。
旧・東区内は谷町筋の東西で街の性格が変化し、東側に大坂城と大阪府庁などの官公庁街、西側にオフィス街が広がる。旭区から編入された大阪城から見て北東部に位置する城見は大規模オフィス街の大阪ビジネスパーク (OBP) に再開発され、現在では超高層ビル街となっている。旧：南区内は堺筋の東西で街の性格が変化し、東側に問屋街と寺町、西側には梅田を中心としたキタと双璧をなす商業地である大阪ミナミ（難波・道頓堀・千日前・心斎橋など）の一大繁華街が広がる。
北浜や本町などの船場地区は江戸時代からの大阪市の中心地であり、明治以降も隣接する北区の中之島や堂島とともに大阪市の中心業務地区 (CBD) として伝統的なオフィス街の役割を担ってきた。また、当時から商業の中心であった名残から、道修町（薬種）、松屋町（玩具）、本町（繊維）など市内各所に近世から歴史を持つ問屋街が発達しており、現在もその伝統を継承している。また、北浜には大阪証券取引所や三井住友銀行（旧住友銀行）大阪本店ビル（通称:住友ビルディング）が所在するなど、大阪を代表する金融街であった。しかし、ハービスOSAKAやグランフロント大阪などオフィス機能を併設した複合商業施設中心の大規模再開発により北区の梅田が急速に発展し、鉄道交通の利便性が高い梅田に大阪本社・関西支社を置く企業が増加した。大規模再開発による梅田の急速な発展によって船場のビジネス街として相対的な地位は低下することとなった。北浜から本町を経由して難波までメインストリートである御堂筋が南北を貫き、地下には大阪の大動脈である地下鉄御堂筋線が通る。御堂筋の沿道は大阪の商業・ビジネスの中心地であり、心斎橋以北はオフィス街、心斎橋以南は主に繁華街となっている。
2010年に行われた国勢調査速報では、対前回比人口増加率が17.9%増となり、全国的な都心回帰の影響で政令指定都市の行政区の中ではトップとなった。これは東京都中央区の24.8%増と並び全国でも屈指の伸びである。伝統的な大阪の中心業務地区 (CBD) であるため、早くから居住に適さない環境となり、30年以上にわたってドーナツ化現象による人口減少が続いてきた中央区だが、バブル崩壊以降老朽化し取り壊されたオフィスビルの跡地などに居住用の大型マンションが建ち並ぶなどして再び夜間人口が上昇。特に谷町筋沿いでタワーマンションの建設が盛んに行われ、著しい人口増加となった。谷町筋以東でも上町台地の東斜面に当たる地域は、天王寺区にかけて文教地区の側面も併せ持っており、比較的閑静な住環境である。区の大部分が商業地であるため純粋な住宅地は限られており、マンションや団地などの集合住宅が大半を占め、低層住宅の戸建住宅やアパートなどは極めて少ない。道路は碁盤目状で、市内他地域と比べると整備が進んでいる。
なお1980年ごろと2010年を比較すると、当時の東区と中央区の東側との比較では27,227人から37,469人に増加、当時の南区と中央区の南側との比較では36,380人→41,321人に増加している。現在も大阪府に本社を置くロート製薬やハウス食品、更には大阪発祥の企業である野村證券とUSENは大阪市中央区が発祥地である。

## 旧区分
- 東区：5.92平方キロメートル、38,127人（平成17年度国勢調査速報値）
- 南区：2.96平方キロメートル、28,633人（平成17年度国勢調査速報値）

## 区内の町名

### 旧：東区
- 安土町（あづちまち）
- 淡路町（あわじまち）
- 和泉町（いずみまち）
- 糸屋町（いとやまち）
- 今橋（いまばし）
- 上町（うえまち）
- 内淡路町（うちあわじまち）
- 内久宝寺町（うちきゅうほうじまち）
- 内平野町（うちひらのまち）
- 内本町（うちほんまち）
- 大阪城（おおさかじょう）
- 大手通（おおてどおり）
- 大手前（おおてまえ）
- 瓦町（かわらまち）
- 神崎町（かんざきちょう）
- 北久宝寺町（きたきゅうほうじまち）
- 北新町（きたしんまち）
- 北浜（きたはま）
- 北浜東（きたはまひがし）
- 久太郎町（きゅうたろうまち）
- 高麗橋（こうらいばし）
- 粉川町（こかわちょう）
- 石町（こくまち）
- 材木町（ざいもくちょう）
- 島町（しままち）
- 十二軒町（じゅうにけんちょう）
- 城見（しろみ）
- 船場中央（せんばちゅうおう）
- 谷町（たにまち）一-五丁目
- 玉造（たまつくり）
- 釣鐘町（つりがねちょう）
- 天満橋京町（てんまばしきょうまち）
- 常盤町（ときわまち）
- 徳井町（とくいちょう）
- 道修町（どしょうまち）
- 農人橋（のうにんばし）
- 博労町（ばくろうまち）
- 馬場町（ばんばちょう）
- 東高麗橋（ひがしこうらいばし）
- 平野町（ひらのまち）
- 備後町（びんごまち）
- 伏見町（ふしみまち）
- 船越町（ふなこしちょう）
- 法円坂（ほうえんざか）
- 本町（ほんまち）
- 本町橋（ほんまちばし）
- 松屋町住吉（まつやまちすみよし）
- 南久宝寺町（みなみきゅうほうじまち）
- 南新町（みなみしんまち）
- 南本町（みなみほんまち）
- 森ノ宮中央（もりのみやちゅうおう）
- 鎗屋町（やりやまち）
- 龍造寺町（りゅうぞうじちょう）

### 旧：南区
- 安堂寺町（あんどうじまち）
- 上汐（うえしお）一・二丁目
  - 上汐三-六丁目は天王寺区
- 上本町西（うえほんまちにし）
- 瓦屋町（かわらやまち）
- 高津（こうづ）
- 島之内（しまのうち）
- 心斎橋筋（しんさいばしすじ）
- 千日前（せんにちまえ）
- 宗右衛門町（そうえもんちょう）
- 谷町（たにまち）六-九丁目
- 道頓堀（どうとんぼり）
- 東平（とうへい）
- 中寺（なかでら）
- 難波（なんば）
- 難波千日前（なんばせんにちまえ）
- 西心斎橋（にししんさいばし）
- 日本橋（にっぽんばし）一・二丁目
  - 日本橋三-五丁目は浪速区
- 東心斎橋（ひがししんさいばし）
- 松屋町（まつやまち / まっちゃまち）
- 南船場（みなみせんば）

## 人口
| \| 1970年（昭和45年） \| 88,256人 \| \| \| 1975年（昭和50年） \| 70,891人 \| \| \| 1980年（昭和55年） \| 64,091人 \| \| \| 1985年（昭和60年） \| 62,392人 \| \| \| 1990年（平成2年） \| 56,862人 \| \| \| 1995年（平成7年） \| 52,874人 \| \| \| 2000年（平成12年） \| 55,324人 \| \| \| 2005年（平成17年） \| 66,818人 \| \| \| 2010年（平成22年） \| 78,687人 \| \| \| 2015年（平成27年） \| 93,069人 \| \| \| 2020年（令和2年） \| 103,726人 \| \| |           |  |
| 総務省統計局 国勢調査より |           |  |
| 1970年（昭和45年） | 88,256人  |  |
| 1975年（昭和50年） | 70,891人  |  |
| 1980年（昭和55年） | 64,091人  |  |
| 1985年（昭和60年） | 62,392人  |  |
| 1990年（平成2年） | 56,862人  |  |
| 1995年（平成7年） | 52,874人  |  |
| 2000年（平成12年） | 55,324人  |  |
| 2005年（平成17年） | 66,818人  |  |
| 2010年（平成22年） | 78,687人  |  |
| 2015年（平成27年） | 93,069人  |  |
| 2020年（令和2年） | 103,726人 |  |

## 施設

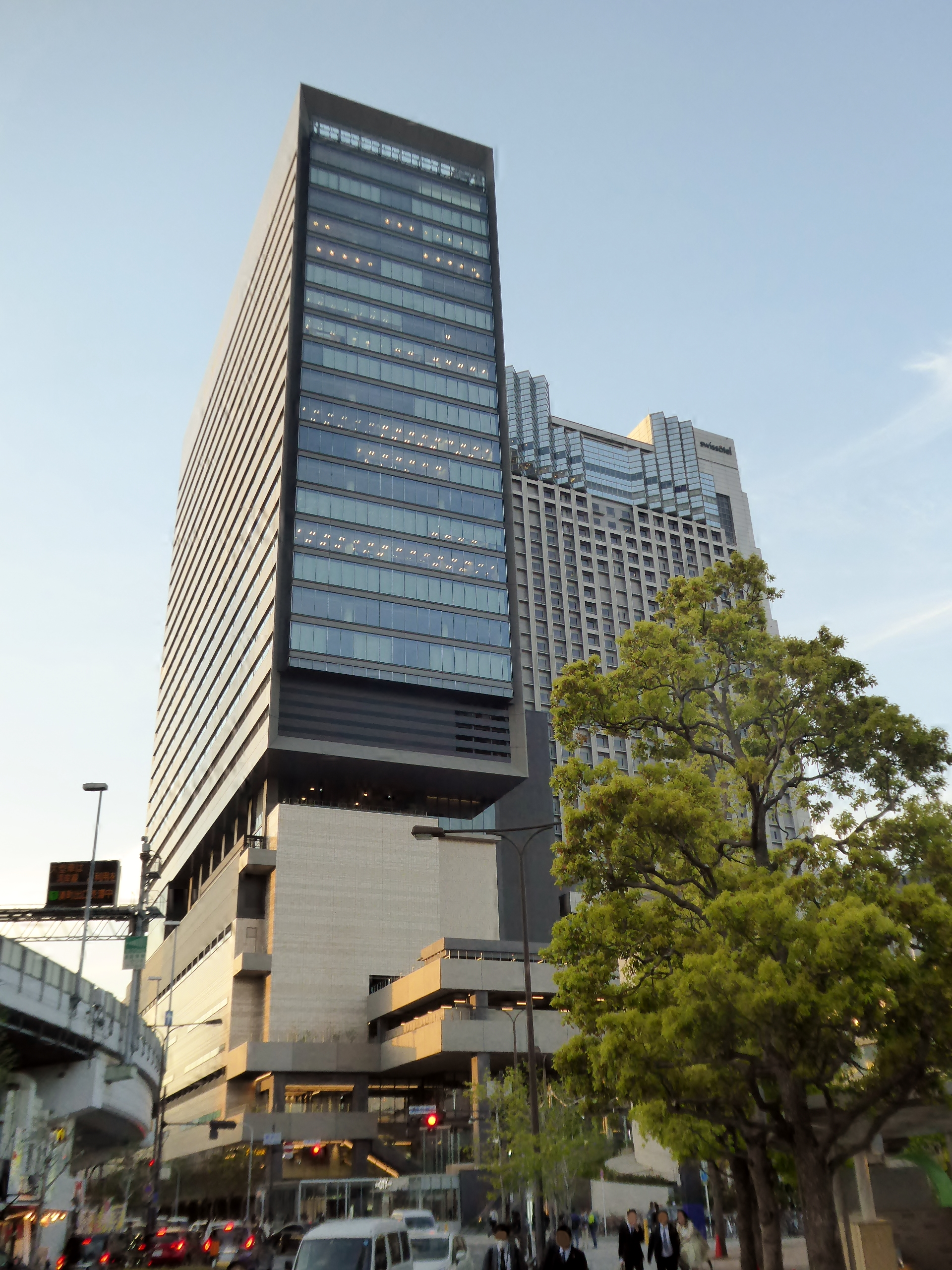
なんばスカイオとスイスホテル南海大阪

### 国
- 中央省庁の近畿地方を管轄する出先機関（地方支分部局）の多くが大手前界隈に集積している。

### 府
- 大阪府庁舎（大手前）
  - 中央府税事務所
- 大阪府警察本部（大手前）
  - 東警察署（本町）
  - 南警察署（東心斎橋）

### 市
- 大阪市立島之内図書館

### 企業の本社
- 住友生命保険（城見、登記上の本店）
- 日本ジェネシス（城見）

（三井住友銀行、三井住友信託銀行、住友電気工業、住友化学などは東京本社との2本社制をとっている）
- 武田薬品工業（道修町、登記上の本店）
- カイゲンファーマ（道修町）
- 小林製薬（道修町）
- 塩野義製薬（道修町）
- 住友ファーマ（道修町、登記上の本店）
- 田辺三菱製薬（道修町、登記上の本店）
- 扶桑薬品工業（道修町、登記上の本店）
- 健栄製薬（伏見町）
- 三菱ウェルファーマ、中外炉工業（平野町）
- カプコン（内平野町）
- 林純薬工業（内平野町）
- 森下仁丹（玉造）
- サクラクレパス（森ノ宮中央）
- りそなホールディングス・りそな銀行（備後町）（2本社制のりそなホールディングスの登記上の本店は、東京都江東区となっている）
- 関西みらい銀行（備後町）
- 北恵（南本町、登記上の本店）
- 淀川製鋼所（南本町）
- 日本生命保険（今橋）
- 岩谷産業（本町、登記上の本店）
- トラスコ中山大阪本社（本町、登記上の本店は東京都港区）
- 阪和興業（伏見町）
- KISCO（伏見町）
- 神鋼商事（北浜、登記上の本店）
- サミーツアー（株式会社サン太陽トラベル）（北浜）
- 住友化学（北浜、登記上の本店は東京都中央区）
- 住友電気工業（北浜、登記上の本店）
- 日本板硝子（北浜、登記上の本店は東京都港区）
- ヒサヤ大黒堂（北浜）
- ミズノ（北浜、登記上の本店）
- 小野薬品工業（久太郎町、登記上の本店は道修町）
- ユニチカ（久太郎町）
- 倉敷紡績（久太郎町、登記上の本店は岡山県倉敷市）
- ダイワボウホールディングス（久太郎町）
- シキボウ（備後町）
- 日本毛織（瓦町、登記上の本店は神戸市中央区）
- アサヒ軽金属工業（瓦町）
- トーア紡コーポレーション（瓦町）
- ガロー（瓦町）
- ハニューフーズ （南船場）
- 住江織物（南船場）
- 新家工業（南船場）
- 三井住友ファイナンス&リース（南船場、登記上の本店は東京都千代田区）
- 大日本塗料（南船場）
- 東洋シヤッター（南船場、登記上の本店）
- 京阪ホールディングス（大手前、登記上の本店は枚方市）
  - 京阪電気鉄道（大手前、登記上の本店は枚方市）
  - 京阪電鉄不動産（大手前）
- 大阪ガス（平野町）
- 髙島屋（難波）
- 丸一鋼管（難波）
- 吉本興業ホールディングス（難波千日前）
  - 吉本興業（難波千日前）
- 日本駐車場開発
- 大阪取引所、光世証券
- 岩井コスモ証券（今橋）
- 竹中工務店（本町）
- エア・ウォーター（東心斎橋）
- ナカバヤシ（北浜東、登記上の本店）
- ハリマ化成グループ（今橋、登記上の本店は東京都中央区）
- ピップ（農人橋）
- 味覚糖（神崎町）
- マンダム（十二軒町）
- アルインコ（高麗橋、登記上の本店は高槻市）
- 日本触媒（高麗橋）
- 大塚ホールディングス（大手前、登記上の本店は東京都千代田区）
  - 大塚化学（大手通）
  - 大塚食品（大手通）
- 京セラドキュメントソリューションズ（玉造）
- ステラケミファ（淡路町）
- 出前館
- メルボメンズウェアー（南船場）
- エミネント（南船場）
- リヒトラブ
- エレコム
- タカラベルモント（東心斎橋）
- パトライト（松屋町）
- 赤ちゃん本舗（南本町）
- エス・ビルド（道修町）
- 大和システム（道修町）
- ハクゾウメディカル（徳井町）
- 丸金食品（島之内）
- アスト（博労町）
- 石川特殊特急製本（龍造寺町）
- マルカ（南新町）
- 大紀商事（南久宝寺町）
- ASAHI EITOホールディングス（常盤町）

その他
- 大成株式会社 大阪支店

#### マスメディア

##### 放送局
- NHK大阪放送局（大手前）
- テレビ大阪 (TVO)（大手前）
- 読売テレビ放送 (ytv)（城見）
- エフエムちゅうおう (YES-fm)（難波千日前）

##### 新聞社
- 日本経済新聞大阪本社（高麗橋）

#### かつて本社があった企業
- 三菱UFJ銀行（伏見町、三和銀行時代に本店を、2002年の東海銀行との合併に際しUFJ銀行の本店を名古屋市中区に設置のため移転。持株会社のUFJホールディングス本社を当地においた。2006年の東京三菱銀行との合併に際して、本店・本社機能を現在の千代田区に一本化している。なお、三菱東京UFJ銀行としてのシステム統合までは、当時のUFJ銀行と合併後の旧：UFJ（三和・東海）店舗の課税文書の作成地を、登記上のものを含めて本店所在地ではなかった三和銀行側が担当していた）本店：東京都千代田区。
- USEN（高津、現：南関西支社）本社：東京都千代田区。
- ロート製薬（1899年、前身の「信天堂山田安民薬房」として、東心斎橋（当時の南区 清水町）で創業）本社：生野区巽西
- ダイドードリンコ（2005年まで西心斎橋に本社を置いていた）本社：北区中之島
- ハウス食品（当時の南区 松屋町筋で浦上商店として創業）現：本社：東大阪市(旧：布施市)
- アステラス製薬（かつて（旧）藤沢薬品工業が道修町に本社を構えていたが、（旧）山之内製薬と合併し、アステラス製薬となり、山之内製薬の本社へ移転した）本社：東京都中央区日本橋
- P&Gジャパン（旧社名：プロクター・アンド・ギャンブル・ファー・イースト・インク。かつては高麗橋に本社を置いていた。1993年に神戸市東灘区の六甲アイランドに移転した。現在の本社は神戸市中央区小野柄通に移転している。）
- 黒川木徳フィナンシャルホールディングス（内本町、現：大阪支店）（2008年7月に東京都港区へ移転した）本社：東京都港区赤坂
- セディナ（今橋、旧クオーク時代に大阪本社を置いていたが、2009年4月にオーエムシーカード、セントラルファイナンスと合併してセディナとなり、かつてのOMCカードの本社へ移転した）本社：東京都港区港南 登記上の本店：名古屋市中区丸の内
- 大丸（2007年9月3日に持株会社のJ.フロント リテイリングを東京都中央区に設立。同社傘下で2010年3月1日に松坂屋（本社：名古屋市）と合併し、事業会社・大丸松坂屋百貨店は東京都江東区に本社を置いている。なお、心斎橋店や大丸興業など関連会社は引き続き中央区に立地。）
- 日本ハム（2012年8月14日まで南本町のイトウビルに本社を置いていた。事業部・グループ間とのコミュニケーション強化と業務の効率化を図るため、8月15日から北区梅田のブリーゼタワーへ移転した。）
- 南海電気鉄道（2013年2月に浪速区へ移転。なお登記上の本店は中央区難波5丁目のまま）
- 大阪日日新聞（発行：新日本海新聞社大阪本社、博労町。2014年4月14日から北区中津の新社屋へ移転した）
- 住友金属工業（北浜、2012年に当時の新日本製鐵に完全子会社化された上で吸収合併され、新日鐵住金となった。これにより、住友グループから外れたが、旧本社所在地は、新日鐵住金の大阪支社として、合併後もいわゆる住友村に所在した住金側の拠点をそのまま使用している。現：日本製鉄、本社：東京都千代田区）
- 富士火災海上保険（2016年まで南船場に本社を置いていた。現：AIG損害保険〔本社：東京都港区虎ノ門〕）
- 帝人（2017年まで南本町の自社ビルに本社を置いていたが、事業効率化のため、北区中之島3丁目の中之島フェスティバルタワー・ウエストに移転した）

### 名所・旧跡・観光スポット
- 大阪城公園関連
  - 大阪城
  - 大阪城天守閣
  - 豊國神社
  - MIRAIZA OSAKA-JO（ミライザ大阪城）（旧帝国陸軍第四師団司令部庁舎）
  - 大阪城ホール
  - 大阪城音楽堂
  - 教育塔
  - 大阪国際平和センター（ピースおおさか）

- 船場
- 坐摩神社（陶器神社）
- 北御堂（西本願寺津村別院）
- 南御堂（東本願寺難波別院）
- 難波神社
- 少彦名神社
- 玉造稲荷神社
- 御霊神社
- 法善寺
- 千日前
- 綿業会館
- 大阪倶楽部
- 日本基督教団浪花教会
- 難波宮跡
- 適塾
- 大阪歴史博物館
- 高津宮
- 八軒家船着場
- 道頓堀
- 黒門市場
- 大阪松竹座
- 新歌舞伎座
- 国立文楽劇場
- なんばグランド花月 (NGK)
- 上方演芸資料館（ワッハ上方）
- くすりの道修町資料館
- 森ノ宮ピロティホール

## 交通

### 鉄道
区役所の最寄り駅は堺筋本町駅である。
西日本旅客鉄道（JR西日本）
 大阪環状線：森ノ宮駅 - 大阪城公園駅
京阪電気鉄道
■ 京阪本線：淀屋橋駅 - 北浜駅 - 天満橋駅
■ 京阪中之島線：天満橋駅
近畿日本鉄道
A 近鉄難波線：大阪難波駅 - 近鉄日本橋駅 - 大阪上本町駅（地下駅の一部のみ）
阪神電気鉄道
 阪神なんば線：大阪難波駅
南海電気鉄道
 南海本線：難波駅
大阪市高速電気軌道 (Osaka Metro)
 御堂筋線：淀屋橋駅 - 本町駅 - 心斎橋駅 - 難波駅
 谷町線：天満橋駅 - 谷町四丁目駅 - 谷町六丁目駅
 中央線：本町駅 - 堺筋本町駅 - 谷町四丁目駅 - 森ノ宮駅
 千日前線：難波駅 - 日本橋駅
 堺筋線：北浜駅 - 堺筋本町駅 - 長堀橋駅 - 日本橋駅
 長堀鶴見緑地線：心斎橋駅 - 長堀橋駅 - 松屋町駅 - 谷町六丁目駅 - （玉造駅） - 森ノ宮駅 - 大阪ビジネスパーク駅

### バス
- 大阪シティバス
- 北港観光バス（中之島ループバス）
- 大阪バス

### 道路
- 阪神高速道路
  - 1号環状線：四ツ橋入口 - 信濃橋出入口 - 土佐堀出口 - 高麗橋入口 - 本町出口 - 長堀入口 - 道頓堀出口 - 高津入口
  - 13号東大阪線：法円坂出入口 - 森之宮出入口
- 土佐堀通（大阪府道168号石切大阪線）
- 本町通（国道172号）
- 中央大通
- 長堀通（国道308号）
- 千日前通（大阪府道702号大阪枚岡奈良線）
- 御堂筋（国道25号）
- 堺筋 (大阪府道102号恵美須南森町線）
- 松屋町筋
- 谷町筋（大阪府道30号大阪和泉泉南線）
- 上町筋
- 玉造筋

## 教育

### 大学
- 大阪歯科大学（天満橋学舎附属病院）
- 大阪経済大学（北浜キャンパス）
- 大阪女学院大学
- 阪南大学（淀屋橋サテライト）
- 立命館大学（アカデメイア@大阪）

### 専修学校
- 独立行政法人国立病院機構大阪医療センター附属看護学校
- 関西美容専門学校
- 高津理容美容専門学校
- 大手前栄養学院専門学校
- 大手前製菓学院専門学校
- 大阪美容専門学校
- ヴェールルージュ美容専門学校
- 大阪外語専門学校
- 大阪バイオメディカル専門学校
- 関西ビューティプロ専門学校
- 吉本総合芸能学院大阪校

### 各種学校
- 駿台予備学校上本町校

### 高等学校
- 大阪府立中央高等学校
- 大阪府立大手前高等学校
- 追手門学院大手前高等学校
- 相愛高等学校
- 大阪女学院高等学校
- ヴェリタス城星学園高等学校

### 中学校
- 大阪市立東中学校
- 大阪市立南中学校
- 大阪市立上町中学校
- 追手門学院大手前中学校
- 相愛中学校
- 大阪女学院中学校

### 小学校
- 大阪市立玉造小学校
- 大阪市立南大江小学校
- 大阪市立中大江小学校
- 大阪市立開平小学校
- 大阪市立高津小学校
- 大阪市立南小学校
- 大阪市立中央小学校
- 城星学園小学校

### 幼稚園
- 大阪市立愛珠幼稚園
- 大阪市立銅座幼稚園
- 大阪市立玉造幼稚園
- 大阪市立中大江幼稚園
- 大阪市立桃園幼稚園
- 大阪市立南幼稚園
- 中央なにわ幼稚園
- 城星学園幼稚園

### 廃止された専門学校
- 独立行政法人国立病院機構大阪医療センター附属視能訓練学院
- 高津ライフ・ケア専門学校
- 西日本柔道整復専門学校

### 閉校となった高等学校
- 大阪市立新船場高等学校 - 東第二高等学校・東第二商業高等学校の統合で1981年設置。夜間定時制単独校。東商業高等学校と校舎を共有。1992年大阪市立中央高等学校に統合。1995年閉校。
  - 大阪市立東第二高等学校 - 夜間定時制単独校。大阪市立東高等学校（現在の中央区役所の位置にあった旧校舎）と校舎を共有。大阪市立東高等学校定時制として発足したのち1953年に定時制単独校として独立。大阪市立新船場高等学校へ統合。
  - 大阪市立東第二商業高等学校 - 夜間定時制単独校。大阪市立東商業高等学校と校舎を共有。大阪市立新船場高等学校へ統合。
- 大阪市立南第二高等学校 - 夜間定時制単独校。大阪市立南高等学校と校舎を共有。1986年閉校。
- 大阪市立東商業高等学校 - 2012年募集停止、新設の大阪市立大阪ビジネスフロンティア高等学校へ統合。2014年閉校。
- 大阪市立南高等学校（大阪府立南高等学校） - 2022年募集停止。同年に府立移管の上で、大阪府立桜和高等学校へ統合。2022・23年度のみ大阪府立南高等学校と称する。2024年閉校。

### 閉校となった中学校
- 大阪市立東中学校（旧） - 1988年3月31日閉校、東中学校に統合
- 大阪市立船場中学校 - 1988年3月31日閉校、東中学校に統合
- 城星学園中学校（ヴェリタス城星学園中学校） - 2022年募集停止。2022・23年度のみヴェリタス城星学園中学校と称する。2024年閉校。

### 統廃合で閉鎖された小学校
（いずれも大阪市立）
- 大宝小学校 - 1987年3月31日閉校、南小学校に統合
- 芦池小学校 - 1987年3月31日閉校、南小学校に統合
- 道仁小学校 - 1987年3月31日閉校、南小学校に統合
- 愛日小学校 - 1990年3月31日閉校、開平小学校に統合
- 集英小学校 - 1990年3月31日閉校、開平小学校に統合
- 金甌小学校 - 1991年3月31日閉校、中央小学校に統合
- 桃園小学校 - 1991年3月31日閉校、中央小学校に統合
- 東平小学校 - 1991年3月31日閉校、中央小学校に統合
- 桃谷小学校 - 1991年3月31日閉校、中央小学校に統合
- 精華小学校 - 1995年3月31日閉校、南小学校に統合

## 集合住宅

### 超高層マンション
- プラウドタワー北浜
- ブランズタワー・ウェリス心斎橋
- グランドメゾン上町台レジデンスタワー
- 北浜ミッドタワー
- パークタワー北浜
- ブランズタワー御堂筋本町
- プレサンスレジェンド堺筋本町タワー
- シティタワー大阪本町
- シエリアタワーなんば
- The　Kitahama

### 住宅団地
- 都市再生機構西上汐市街地住宅
- 都市再生機構西谷町市街地住宅
- 都市再生機構谷町四丁目シティハイツ
- 都市再生機構南船場団地
- 都市再生機構船場淡路町団地
- 都市再生機構船場瓦町団地
- 大阪市住宅供給公社コーシャハイツ法円坂
- 市営上町住宅
- 福山通運社宅
- 関西電力送配電上本町社宅
- トラストITホールディングス社宅

## 出身有名人

### 旧南区
- 秋野暢子 - 女優・タレント
- 安藤孝子 - 元京都祇園甲部芸妓・孝千代。「11PM」大阪版（よみうりテレビ制作）で藤本義一の初代ホステスを務めた。宗右衛門町出身、4歳から京都育ち
- 碇潟夘三郎 - 元力士
- 今田耕司 - お笑い芸人
- 大錦卯一郎 - 元横綱
- 瀬戸わんや - お笑いタレント
- 五味康祐 - 小説家
- 直木三十五 - 小説家
- 中邨秀雄 - 吉本興業元会長、日本橋出身
- 二世中村鴈治郎 - 歌舞伎役者、四代坂田藤十郎・中村玉緒の父。
- 初代桂春団治 - 落語家
- 萩原雄祐 - 天文学者
- ヒロ寺平 - ラジオDJ
- 松村達雄 - 英文学者、心斎橋出身
- 村上世彰 - 村上ファンド代表
- 山田五十鈴 - 女優
- 山本俊彦 - 音楽プロデューサー、シンガーソングライター。元ハイ・ファイ・セット、赤い鳥。
- 山崎豊子 - 小説家

### 旧東区
- 岩田久二雄 - 昆虫学者・神戸大学名誉教授、船場出身
- 市田忠義 - 参議院議員、日本共産党副委員長
- 岡田彰布 - 阪神タイガース・オリックス・バファローズ監督
- 岡田圭右 - お笑いタレント（ますだおかだ）
- 加賀正太郎 - 実業家、ニッカウヰスキー設立、アサヒビール大山崎山荘美術館設計
- 川辺泰三 - プロバスケットボール選手（bjリーグ・京都ハンナリーズ所属）
- 山茶花究 - 俳優・芸人、船場出身
- 田中徳三 - 映画監督、船場出身
- 内藤剛志 - 俳優、船場生まれ（枚方市、寝屋川市出身）
- 中井一夫 - 元衆議院議員・神戸市長、瓦町（船場）出身
- 英錦匡男 - 大相撲力士
- 藤吉夏鈴 - アイドル（櫻坂46）
- 松尾昭典 - 映画監督、伏見町出身
- 吉本吉兵衛 - 吉本興業創業者、内本町橋詰町（本町橋）出身